# Festival international du film de femmes de Salé 2012
La sixième édition du FIFFS, qui s'est tenue du 17 au 22 septembre 2012, a notamment :
- mis à l'honneur le cinéma argentin[2];
- rendu hommage à Taiseer Fahmi (comédienne égyptienne), Amina Rachid (actrice de radio, de théâtre, de télévision, et de cinéma marocaine), Fatemah Motamed-Aria (comédienne et militante des droits de la femme et de enfant iranienne) et Nouzha El-Idrissi (productrice, réalisatrice, fondatrice du FIDADOC d'Agadir)[3].
- organisé une table ronde sur le thème : « Actualité et Avenir du Cinéma Indépendant, à l'heure de la conversion numérique »[2].

## Jury

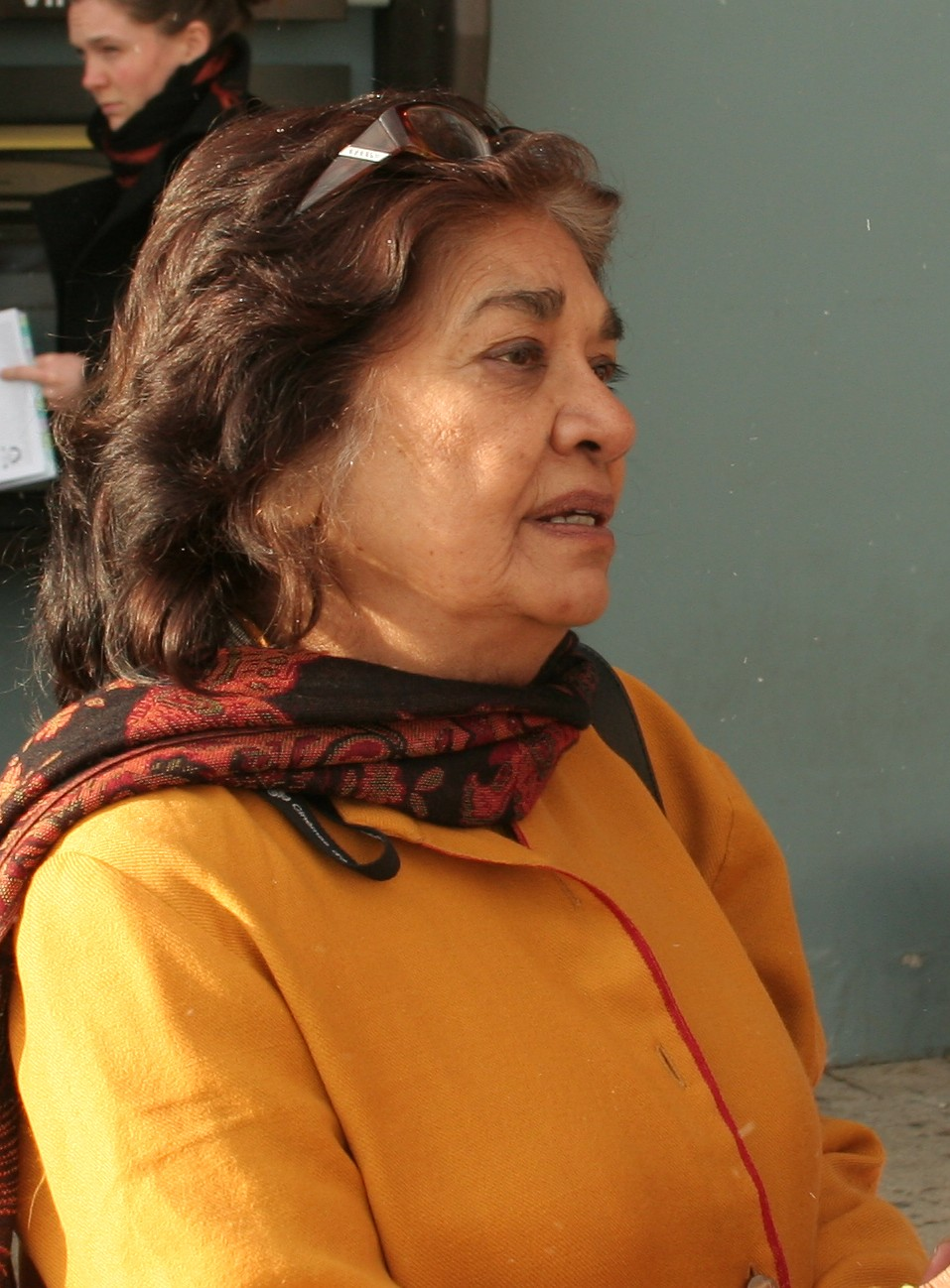
Aruna Vasudev, présidente du jury.

- Aruna Vasudev ( Inde), présidente.
- Fatemah Motamed-Aria ( Iran).
- Myriam Mézières ( France).
- Ounie Lecomte ( Corée du Sud).
- Abeer Sabry (ar) ( Égypte).
- Fanta Régina Nacro ( Burkina Faso).
- Selma Bargach ( Maroc).

## Palmarès
| Prix                               | Attribué à                                        | Pays      |
| ---------------------------------- | ------------------------------------------------- | --------- |
| Grand Prix                         | Hanezu, l'esprit des montagnes de Naomi Kawase    | Japon     |
| Prix du Jury                       | Androman, de sang et de charbon d'Azlarabe Alaoui | Maroc     |
| Prix du Jury                       | Violeta d'Andrés Wood                             | Chili     |
| Prix du scénario                   | Portrait au crépuscule d'Angelina Nikonova        | Russie    |
| Prix de l’interprétation Féminine  | Carice van Houten, dans Ingrid Jonker             | Allemagne |
| Prix de l’Interprétation Masculine | Kacey Mottet Klein, dans L'Enfant d'en haut       | Suisse    |
| Mention spéciale                   | Asmaa d'Amr Salama (en)                           | Égypte    |